# Helcostizus annulicornis
Helcostizus annulicornis är en stekelart som först beskrevs av Walsh 1873.  Helcostizus annulicornis ingår i släktet Helcostizus och familjen brokparasitsteklar. Inga underarter finns listade i Catalogue of Life.